# Argyrosomus
Argyrosomus – rodzaj ryb z rodziny kulbinowatych (Sciaenidae).

## Klasyfikacja
Gatunki zaliczane do tego rodzaju:
- Argyrosomus amoyensis
- Argyrosomus beccus
- Argyrosomus coronus
- Argyrosomus heinii
- Argyrosomus hololepidotus
- Argyrosomus inodorus
- Argyrosomus japonicus – kulbak japoński[4], kulbin japoński[5]
- Argyrosomus regius – kulbin[6], orłoryb[6]
- Argyrosomus thorpei

## Taksonomia
Nazwy Argyrosomus użył również Agassiz w 1850 roku. Obecnie jest ona uznawana za nazwę synonimiczną rodzaju Coregonus Linnaeus 1758.

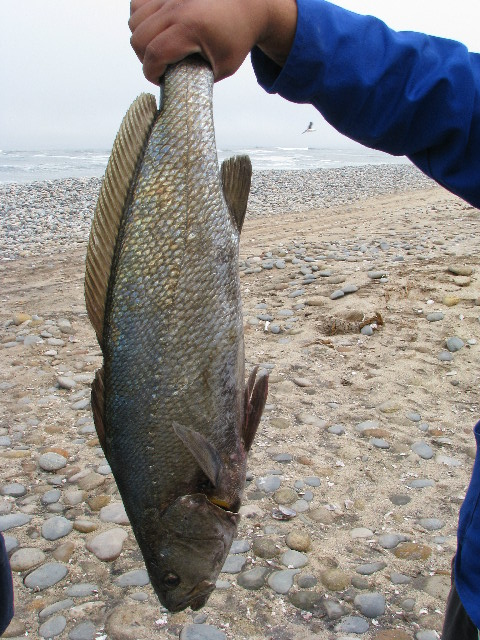
Argyrosomus coronus
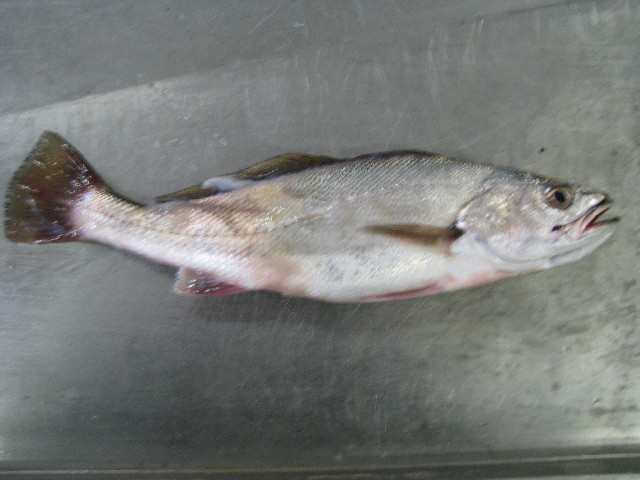
Argyrosomus inodorus
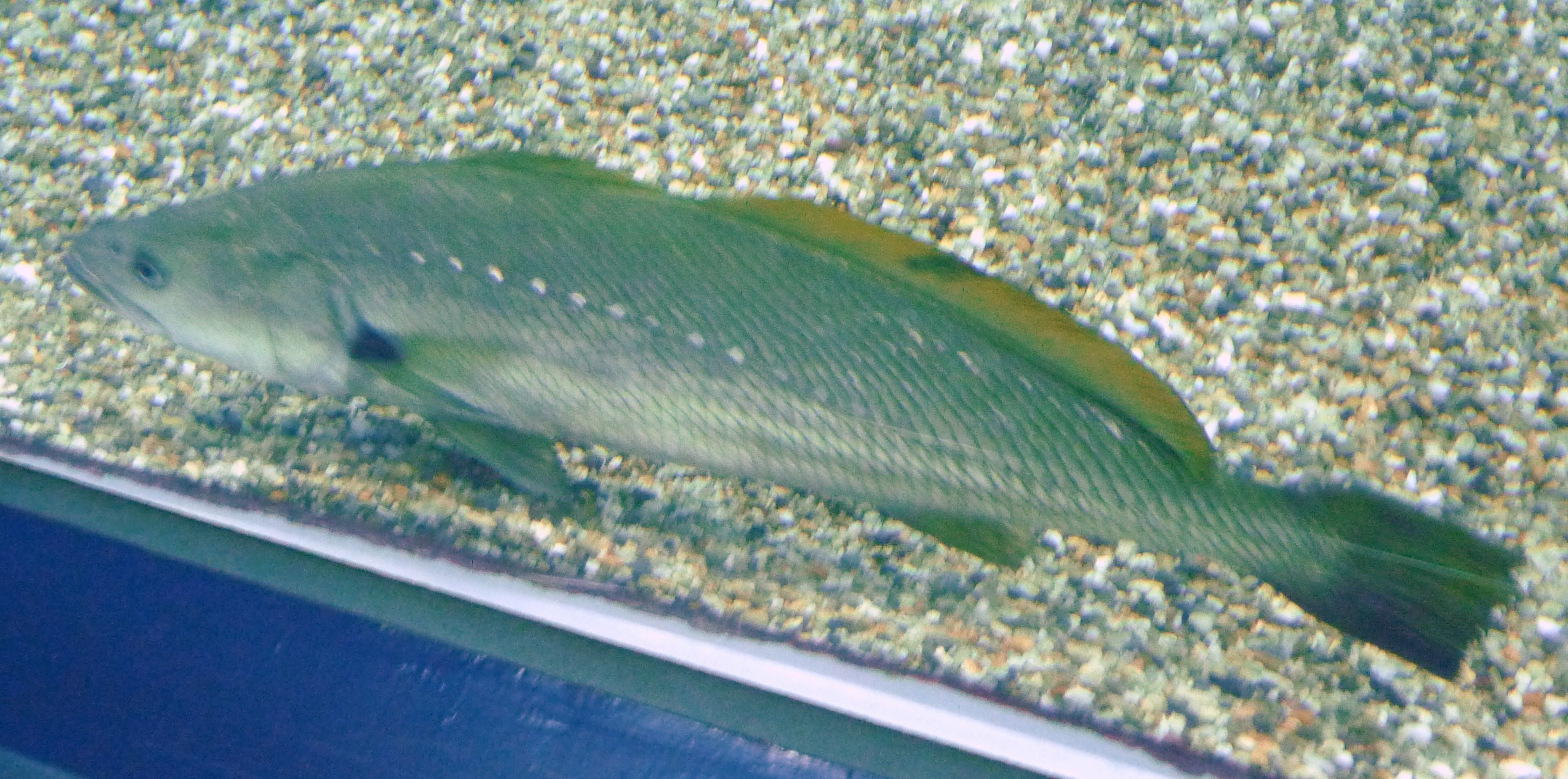
Argyrosomus japonicus
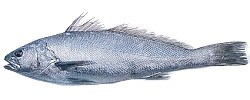
Argyrosomus regius